# Je t'adore
Je t'adore is een single van Kate Ryan. Het is tevens het nummer waarmee ze België vertegenwoordigde op het Eurovisiesongfestival 2006.
Het lied, dat in het Engels gezongen werd, in tegenstelling tot wat de titel doet vermoeden, werd gekozen tot Belgische inzending door het winnen van de preselectie Eurosong '06. Op het festival mocht Kate Ryan als zevende aantreden in de halve finale, op 18 mei in het Griekse Athene. Opmerkelijk was dat dit het 999ste lied ooit op het Eurovisiesongfestival was. België, op voorhand getipt als grote kanshebber, wist verrassend de finale niet te bereiken. Je t'adore werd twaalfde van de 23 deelnemers.
De dans die bij het liedje hoorde, kon op media-aandacht rekenen dankzij de kniezwengel die erin verwerkt zat.

## Resultaat halve finale
| Plaats | Land    | Artiest     | Lied            | Punten |
| ------ | ------- | ----------- | --------------- | ------ |
| 11     | Polen   | Ich Troje   | Follow my heart | 70     |
| 12     | België  | Kate Ryan   | Je t'adore      | 69     |
| 13     | IJsland | Silvía Nótt | Congratulations | 62     |

## Hitlijsten
| Land        | Hoogste positie |
| ----------- | --------------- |
| Australië   | 38              |
| België      | 1               |
| Duitsland   | 26              |
| Nederland   | 56              |
| Polen       | 4               |
| Rusland     | 157             |
| Tsjechië    | 21              |
| Zweden      | 21              |
| Zwitserland | 65              |